# 澤列涅 (韋謝利諾韋區)
47°20′6″N 30°58′25″E / 47.33500°N 30.97361°E
澤列涅（烏克蘭語：Зелене），是烏克蘭南部的村莊，隸屬尼古拉耶夫州的沃茲涅先斯克區。該村始建於1880年，面積0.59平方公里，海拔高度112米，2001年人口269，人口密度每平方公里455.9人。